# Kućari
 Kućari  falu Horvátországban Zágráb megyében. Közigazgatásilag Vrbovechez tartozik.

## Fekvése
Zágrábtól 38 km-re, községközpontjától 4 km-re északkeletre, a Vrbovecet Kaproncával összekötő út mellett  fekszik. 

## Története
A mai kastély helyén az akkor a gostovicai uradalom területén a középkorban árokkal körülvett síkvidéki vár állt. A 16. században a Gregorijaneceké, később gyakran változtak birtokosai. A török veszély elmúltával elveszítette korábbi jelentőségét és tulajdonosai kényelmes kastélyt építettek helyette.
A települést 1788-ban említik először. 1802-ben a Patacsich és Galjuf családok birtoka volt. A falu nevét az alapján kapta, hogy az itteni jobbágyok a kastély közvetlen közelében laktak, hogy mindig készen álljanak a szolgálatra és ezért különleges kiváltságokat kaptak.
1857-ben 4 háza és 25 lakosa, 1880-ban viszont már csak egy háza és 12 lakosa volt. Ennek az az oka, hogy ekkorra a kastélyt és uradalmát Imbriovechez, illetőleg Mali Lovrečanhoz csatolták.  A falunak 1910-ben 14 lakosa volt. Trianonig Belovár-Kőrös vármegye Kőrösi járásához tartozott. 1931-ben 33 lakosával lényegében már nem falunak hanem csak kis telepnek tartották. 2001-ben 42  lakosa volt. 

## Lakosság
| Lakosság változása | Lakosság változása | Lakosság változása | Lakosság változása | Lakosság változása | Lakosság változása | Lakosság változása | Lakosság változása | Lakosság változása | Lakosság változása | Lakosság változása | Lakosság változása | Lakosság változása | Lakosság változása | Lakosság változása |
| ------------------ | ------------------ | ------------------ | ------------------ | ------------------ | ------------------ | ------------------ | ------------------ | ------------------ | ------------------ | ------------------ | ------------------ | ------------------ | ------------------ | ------------------ |
| 1857               | 1869               | 1880               | 1890               | 1900               | 1910               | 1921               | 1931               | 1948               | 1953               | 1961               | 1971               | 1981               | 1991               | 2001               |
| 25                 | 9                  | 12                 | 13                 | 20                 | 14                 | 46                 | 32                 | 46                 | 115                | 83                 | 76                 | 56                 | 54                 | 42                 |

## Nevezetességei
Lovrečina Grad U alakú kastélya a középkori vár alapjain a 19. század közepén épült historizáló stílusban. 